# 魅川憲一郎
魅川 憲一郎（みかわ けんいちろう、1969年7月7日 - ）は、沖縄県浦添市出身のものまねタレント。本名、砂川 健一。

## 人物像
高校時代から「沖縄アクターズスクール」に所属し活動。早坂好恵は同期である。美川憲一の物まねをきっかけにタレント活動を開始。
沖縄県内のCM多数出演、テレビレギュラー出演、タレント、ディナーショー、レポーター等々、なんでもこなすマルチタレント。
2009年7月1日に活動10周年を記念してオリジナルCDを発表。
流通に頼らず、自らのイベント後「全て手売り」「全てにサイン」という販売手法をとり、発売5ヶ月で累計販売数1000枚達成。
「かに座のおとこ」は自ら作詞、「翼ひろげて」では物まねでない本格歌唱力で新境地を開拓し、歌手としても活躍する。

## 出演

### テレビ番組
- オキナワクラブハートキャッチTV（琉球放送 1988年5月 - 1989年3月）- MC
- 沖縄テレビ開局40周年記念番組 （1999年）
- 今日もお昼前 （琉球放送、2000年）
- OKINAWAN情報コンビニ （琉球放送、2001年）
- 爆笑そっくりものまね紅白歌合戦スペシャル （フジテレビ、2003年）
- ランキンの楽園 （TBS、2007年）
- おはよう朝日です土曜日です （ABC、2008年）
- 新春特番！出たな妖怪おだまり美川・桜塚やっくん 海鮮市場の旅 （フジテレビ、2008年1月2日）- 美川憲一ご本人と共演
- 藤井陣内のザ・レジェンド （ABC、2008年3月23日）
- スゴてれ （琉球放送、2008年4月～2009年3月） - 司会
- 突撃!ナマイキTV （東日本放送、2008年11月3日-4日）
- 沖縄BON! （琉球放送、2009年4月11日- 2018年3月31日）- レギュラー
- 行列のできる法律相談所 （日本テレビ、2009年5月24日）
- ひるまにあん （東日本放送、2009年6月20日）
- Music Lovers （日本テレビ、2009年7月19日）
- ハイサイ!ニュース610 （NHK沖縄放送局、2009年10月16日）
- ありんくりん沖縄 （BS日テレ、2009年11月24日、2010年1月5日、2010年3月16日）
- スッキリ!!　商品開発部第8弾発表沖縄ツアーコーナー （日本テレビ、2010年1月28日、2010年2月4日）
- 顔も声もご本人と一緒!爆笑そっくりものまね紅白歌合戦スペシャル （フジテレビ、2010年2月19日）
- 火曜サプライズ （日本テレビ、2010年5月18日）
- しゃべくり007 （日本テレビ、2010年6月14日）
- はなまるマーケット　友近のはなまるスポットライトコーナー （TBS、2010年7月26日）
- タカトシ・温水が行く真夏の江ノ電食べまくりの旅（フジテレビ、2010年8月14日）
- 24時間テレビ （日本テレビ、2010年8月29日未明）朝までしゃべくり007　全国美川憲一選手権
- ハナタレナックス 沖縄ロケ企画（北海道テレビ放送、2011・2013年） - MC

### CM
オンエア中
- ステーキハウス88 Jr,
- インフォマート（沖縄版、具志堅用高・糸数美樹と共演）

過去のCM
- 沖縄県遊技業共同組合（パチンコの組合）
- 琉球新報
- ヒュンダイ沖縄
- ジュエルカフェ（全国版）
- アクエリアス（沖縄コカ・コーラボトリング版）
- 沖縄ファミマ（沖縄ローカル）
- 株式会社ヘーラー（自身の曲「かに座のおとこ」が使用された。）
- 上間菓子店（スッパイマン）
- 東京美容外科（全国版）
- バラエティーショップ「Big 1」（ビッグワン）
- MAXグループ（中古車センター）
- ヘアカラーズ(おもろまち・つかざん店)
- 動物病院22時グループ
- パチンコインディ（岩手県ローカル） ダンディ坂野と共演
- auでんき（沖縄県ローカル）
- ウィルコム沖縄

## 関連人物
- 美川憲一